# Luccogna
Luccogna, Luchvignak o Versutaz (in croato: Lukovnjak) è un isolotto disabitato della Croazia, situato di fronte alla costa dalmata settentrionale, a ovest di Capocesto. Dal punto di vista amministrativo appartiene al comune di Capocesto, nella regione di Sebenico e Tenin.

## Geografia
Luccogna si trova al largo di fronte al porto di Capocesto (Primoštenka luka) da cui dista circa 4,4 km;si trova inoltre 3,5 km a ovest di punta Cremica (rt Kremik) e a 1,6 km dall'isola di Maslignago. L'isolotto ha una superficie di 0,03 km², uno sviluppo costiero di 0,64 km e un'altezza di 22 m.

### Isole adiacenti
- Maslignago (Maslinovik), 1,6 km a est-sud-est.[2]
- Gherbavaz (Grbavac), a sud-est, a 1 km.[2]

### Cartografia
- (HR) Mappa topografica della Croazia 1:25000, su preglednik.arkod.hr. URL consultato il 15 ottobre 2017.
- G. Giani, Carta prospettiva delle Comuni censuarie della Dalmazia, foglio 6, 1839. Fondo Miscellanea cartografica catastale, Archivio di Stato di Trieste.
- Carta di cabottaggio del mare Adriatico, foglio IX, Milano, Istituto geografico militare, 1822-1824. URL consultato il 16 ottobre 2017 (archiviato dall'url originale il 13 aprile 2013).